# Брумбер
Брумбер (у преводу Гризли медвед), био је немачки јуришни топ, искључиво намењен као подршка пешадији за борбу у урбаним срединама. Активно коришћен од априла 1943. године до краја рата.

### Развој
Почетком 1942. године, предузуће Алкет у сарадњи са Крупом је урадило пројекат новог јуришног топа. У то време једини јуришни топ са наменом подршке пешадији за борбу у насељеним местима био је СтуИГ 33, који је сматран привременим решењем. Практично СтуИГ 33 се сматра родоначелником једне нове врсте возила. 2. октобра 1942. године, Алберт Шпер је представио Адолфу Хитлеру цртеже новог јуришног топа, а 14. октобра и план за производњу Штурмпанцера IV. После кратког разматрања Хитлер је дозволио производњу прве серије од 60 возила, након завршетка прототипа. Фебруара месеца 1943. године, предузеће Шкода је направило први прототип Штурмпанцера IV, названог још и Брумбер. Како су потребе фронта биле све веће, није се чекало са испитивањем прототипа него се одмах кренуло са производњом прве серије. У марту је направљено 6 возила, априла још 40, а даљих 14 у мају 1943. године, када је и завршена прва серија. Сва возила прве серије направљена су на новим шасијама за тенкове Панцер IV, а такође је решено да се убудуће у производњи Брумбера користе само нове шасије. После краћег испитивања серијских примерака, 15. маја 1943. године, Брумбер је официјелно приказан високим званицама Трећег рајха.

### Наоружање
Нови јуришни топ био је наоружан хаубицом кратке цеви 150 mm СтуХ 43 Л/12 (развијене на основу хаубице сИГ33). Хаубица је постављена у надградњу која је имала 100 mm чеони и 30 mm бочни оклоп. На првој серији није постојао отвор за митраљез са чеоне стране возила. Уместо тога, посада је располагала једним митраљезом унутар возила и по потреби могла да га користи са крова свог возила. Прва серија Брумбера имала је четири члана посаде, пунилац је у исто време био и радио оператер. Након првих борбених акција (Курска битка), уочени су поједини недостаци, тако да је октобра 1943. године решено да се изврши модернизација. Надоградња је преправљена и на њој је направљен отвор за митраљез 7,92 mm МГ 34. Хаубица 150 mm СтуХ 43 Л/12 је такође модернизована а посада је повећана на 5 члана.

### Производња
После изградње прве серије, планирано је да се крене крајем маја 1943. године са пуном производњом Брумбера. Међутим прво возило друге серије направљено је тек крајем новембра, јер се каснило са испорукама нових шасија. До краја 1943. године направљено је свега 6 возила из друге серије. Свеукупно направљено је 298 Брумбера у четири серије.
- Производња по годинама:
  - 1943 - 66
  - 1944 - 215
  - 1945 - 17

Производња надградњи и шасија вршено је у више фирми, али је зато сва комплетирања (спајање шасије и надградње) урадило предузеће Дојче-Ајзенверке из Дуизбурга.

### Ратна дејства
Прво бојево дејство Брумбера забележио је 216. јуришни батаљон, 656. пука под командом потпуковника Јунгенфилда у бици код Курска. У тој бици укупно је уништено 17 Брумбера. После Курске битке командант Југенфилд је одликован гвозденим крстом, а после борбе око Харкова унапређен је у чин пуковника. Како је производња Брумбера расла тако су стварани нови јуришни батаљони - 217-ти,218-ти и 219-ти. Бројно стање једног јуришног батаљона било је 46 Брумбера, 611 људи (војника и официра) и 85 разних транспортних возила. Сви батаљони су активно учествовали како на источном тако и касније на западном фронту. Један од ових батаљона (218-ти) узео је учешћа и у гашење Варшавског устанка. И поред сталног ангажовања у борби, марта 1945. године на свим фронтовима (источни, западни, фронт у Италији и фронт у Југославији) било је још 188 Брумбера.